# Володарский район (Орловская область)
Володарский район — административно-территориальная единица в Орловской области РСФСР, существовавшая в 1940-1963 годах. Административный центр — город Орёл (не входил в состав района).
Район был образован 12 декабря 1940 года из северной части Орловского района в результате разукрупнения с центром в Орле. 

9 февраля 1963 года Володарский район был упразднён, его территория вошла в состав Орловского сельского района.

## Административное деление
При образовании в состав района вошли следующие сельсоветы:
- Баклановский,
- Жиляевский,
- Ломовецкий,
- Масловский,
- Моховицкий,
- Неполодский,
- Пахомовский,
- Паюсовский,
- Платоновский,
- Плещеевский,
- Становский,
- Цветынский,
- Щербовский.